# Hipposideros macrobullatus
Hipposideros macrobullatus (Tate, 1941) è un pipistrello della famiglia degli Ipposideridi endemico del Indonesia.

## Descrizione

### Dimensioni
Pipistrello di piccole dimensioni, con la lunghezza della testa e del corpo di 52 mm, la lunghezza dell'avambraccio tra 40 e 42 mm, la lunghezza della coda di 33 mm, la lunghezza del piede di 7 mm, la lunghezza delle orecchie tra 19,2 e 23 mm.

### Aspetto
Le parti dorsali sono grigio-brunastre con la base dei peli biancastra, mentre le parti ventrali sono leggermente più chiare. Le orecchie sono grandi. La foglia nasale presenta una porzione anteriore di dimensioni normali, senza fogliette supplementari laterali, un setto nasale triangolare, largo alla base e più stretto tra le narici, leggermente rigonfio e separato lateralmente da solchi profondi, una porzione intermedia liscia, una porzione posteriore provvista di tre setti. La coda è lunga e si estende leggermente oltre l'ampio uropatagio. Il primo premolare superiore è piccolo e situato fuori la linea alveolare.

## Biologia

### Comportamento
Si rifugia probabilmente nelle grotte e nelle cavità degli alberi.

### Alimentazione
Si nutre di insetti.

## Distribuzione e habitat
Questa specie è conosciuta soltanto sulle isole di Kangean, Seram e in una località della parte sud-occidentale di Sulawesi.
Vive nei boschi.

## Conservazione
La IUCN Red List, considerato che questa specie è conosciuta soltanto in tre località, l'esatta diffusione non è chiara e non ci sono informazioni circa lo stato della popolazione e le eventuali minacce, classifica H.macrobullatus come specie con dati insufficienti (DD).